# Цимблер, Лиана
Лиана Цимблер (рождена как Юлиана Фишер; нем. Liane Zimbler; 31 мая 1892[…], Пршеров — 11 ноября 1987[…], Лос-Анджелес, Калифорния) — австрийский архитектор, одна из первых женщин в Европе, получившая диплом по архитектуре. Занималась предпринимательской деятельностью в Вене, пока в 1938 году не эмигрировала в США, где стала специалистом по дизайну интерьеров.

## Биография
Училась в Венской школе искусств, где сначала изучала графику, а затем архитектуру. Еще учась в школе, начала работать иллюстратором и дизайнером в салоне Эмилии Флёге. В 1916 году вышла замуж за юриста Отто Цимблера, от которого впоследствии родила дочь Еву. В том же году устроилась на мебельную фабрику «Bamberger» в Вене. Перед окончанием Первой мировой войны стала архитектором в студии дизайна «Rosenberg». В начале 1920-х годов создала собственную фирму, специализировавшуюся на работе по переработке, реконструкции и отделке интерьера. К 1928 году в результате своего преуспевающего бизнеса Цимблер смогла открыть вторую студию в Праге, которой руководила её партнер Анни Геррнхайзер. Также начала читать лекции в Вене, участвуя в разных организациях в поддержку работающих женщин. Она стала известна благодаря своим однокомнатным квартирам и студиям, которые набирали обороты. Среди известных проектов в Вене в ее исполнении есть вилла на Зилбергассе, реконструкция банка «Ephrussi» и несколько проектов внутреннего убранства. Она также являлась председателем австрийского совета Международного жилищного общества и читала лекции о социологических и художественных аспектах жилья.
В феврале 1938 года Цимблер стала первой женщиной в Австрии, получившей лицензию гражданского архитектора. Вскоре благодаря влиятельным контактам Отто Циммблера семья смогла выехать в Нидерланды и Лондон во время немецкого аншлюса в марте. Осенью того же года они смогли эмигрировать в США. Благодаря вмешательству Ады Гомперц, супруги философа Генриха Гомперца, Цимблеры поселились в Лос-Анджелесе, где Лиана работала над дизайном интерьера в офисе Аниты Тур. После того, как ее муж погиб в ДТП, а сама Анита Тур скончалась, в 1941 году Цимблер взяла на себя компанию, снова сосредоточившись на проектах дизайна. Она также спроектировала ряд новых построек и регулярно участвовала в выставках. Часто читала лекции и писала статьи о дизайне интерьера для архитектурных и дизайнерских периодических изданий, а также для газет, включая «Los Angeles Times». Ее дочь Ева, присоединившаяся к ней в качестве ученицы в 1958 году, впоследствии стала ее партнером. В возрасте 86 лет перенесла инсульт, но продолжала работать до 90 лет. Умерла в Лос-Анджелесе в ноябре 1987 года в возрасте 95 лет.
Цимблер был членом Американского института дизайна интерьеров и Ассоциации женщин в архитектуре.

## Проекты
- Дом Гнаденвальда, 1934–1938
- Резиденция Тоха, Санта-Моника, Калифорния, 1941
- Резиденция Панцера, Беверли-Хиллс, Калифорния, 1942
- Резиденция Босуэлла, Лос-Анджелес, Калифорния, 1944
- Резиденция Дальберга, Беверли-Хиллс, Калифорния, 1945
- Спальня и ванная комната Фостера, Беверли-Хиллс, Калифорния, 1950
- Резиденцея Барбаса, Беверли-Хиллс, Калифорния, 1951
- Резиденция доктора Дж. Броуди, Беверли-Хиллс, Калифорния, 1952
- Резиденция Мура, Лос-Анджелес, Калифорния, 1955
- Резиденция Стюарта, Беверли-Хиллс, Калифорния, 1955
- Кухня Фельдмана, Лос-Анджелес, Калифорния, 1956
- Резиденция Шварца, Камарилло, Калифорния, 1956—1957
- Резиденция Хьюбшера, Лос-Анджелес, Калифорния, 1959—1960
- Приемная компании Эллиота Эванса, Лос-Анджелес, Калифорния, 1960
- Резиденция Кандианидеса, Венчур, Калифорния, 1961
- Квартира Силверберга, Лос-Анджелес, Калифорния, 1962
- Резиденция Бараша, Лос-Анджелес, Калифорния, 1960-1965, 1975
- Резиденция Энгельмана, Лос-Анджелес, Калифорния, 1965
- Резиденция Леви, Лос-Анджелес, Калифорния, 1965
- Фойе резиденции Вассермана (фойе), Лос-Анджелес, Калифорния, 1968
- Переработанный дом, Беверли-Хиллс, Калифорния, 1974